# Pete Sampras
Pete Sampras (Washington, 12. kolovoza 1971.) bivši je profesionalni američki tenisač, grčkog podrijetla i dugogodišnji svjetski broj 1. Proveo je čak 286 tjedana na 1. mjestu ATP liste, trenutačni rekord drži Novak Đoković. Šest je puta, u razdoblju od 1993. do 1998., bio na broju 1 na kraju godine.
Povukao se iz profesionalnog tenisa na kraju 2002., nakon osvajanja još jednog US Opena pobjedom nad najvećim rivalom, Andreom Agassijem. Ukupno je osvojio 64 turnira u pojedinačnoj konkurenciji, od čega 7 Wimbledona, 5 US Opena i 2 Australian Opena, kao i 5 ATP Mastersa. Danas je aktivan na ATP Champions Touru, na kojem igraju umirovljeni tenisači.

## Privatni život
Sampras živi u Kaliforniji sa suprugom, glumicom Bridgette Wilson i sinovima Christianom i Ryanom.

## Pobjede na Grand Slam turnirima
Sam Grand Slam Sampras nikada nije osvojio, iako je pobijedio na 14 Grand Slam turnira, po čemu je četvrti po uspješnosti. Nije uspio osvojiti Roland Garros.
| Br. | Datum | Datum        | Turnir          | Protivnik u finalu | Rezultat                |
| 1.  | 1990. | 27. kolovoza | US Open         | Andre Agassi       | 6:4, 6:3, 6:2           |
| 2.  | 1993. | 21. lipnja   | Wimbledon       | Jim Courier        | 7:6, 7:6, 3:6, 6:3      |
| 3.  | 1993. | 30. kolovoza | US Open         | Cedric Pioline     | 6:4, 6:4, 6:3           |
| 4.  | 1994. | 17. siječnja | Australian Open | Todd Martin        | 7:6, 6:4, 6:4           |
| 5.  | 1994. | 20. lipnja   | Wimbledon       | Goran Ivanišević   | 7:6, 7:6, 6:0           |
| 6.  | 1995. | 26. lipnja   | Wimbledon       | Boris Becker       | 6:7, 6:2, 6:4, 6:2      |
| 7.  | 1995. | 28. kolovoza | US Open         | Andre Agassi       | 6:4, 6:3, 4:6, 7:5      |
| 8.  | 1996. | 26. kolovoza | US Open         | Michael Chang      | 6:1, 6:4, 7:6           |
| 9.  | 1997. | 13. siječnja | Australian Open | Carlos Moyá        | 6:2, 6:3, 6:3           |
| 10. | 1997. | 23. lipnja   | Wimbledon       | Cedric Pioline     | 6:4, 6:2, 6:4           |
| 11. | 1998. | 22. lipnja   | Wimbledon       | Goran Ivanišević   | 6:7, 7:6, 6:4, 3:6, 6:2 |
| 12. | 1999. | 21. lipnja   | Wimbledon       | Andre Agassi       | 6:3, 6:4, 7:5           |
| 13. | 2000. | 26. lipnja   | Wimbledon       | Patrick Rafter     | 6:7, 7:6, 6:4, 6:2      |
| 14. | 2002. | 26. kolovoza | US Open         | Andre Agassi       | 6:3, 6:4, 5:7, 6:4      |

## Vanjske poveznice
- Službena stranica  Arhivirana inačica izvorne stranice od 27. studenoga 2004. (Wayback Machine) (engl.)
- Profil na ATP Touru (engl.)
- Profil  Arhivirana inačica izvorne stranice od 22. rujna 2010. (Wayback Machine) na ATP Champions Touru (engl.)